# Snowpiercer (serie de televisión)
Snowpiercer es una serie de televisión estadounidense de drama y suspenso distópico postapocalíptico que se estrenó en TNT el 17 de mayo de 2020. Se basa tanto en la película homónima de 2013, dirigida por Bong Joon-ho, como en la novela gráfica francesa de 1982 Le Transperceneige, de la cual la película fue adaptada, de Jacques Lob, Benjamin Legrand y Jean-Marc Rochette. Netflix emite la serie al día siguiente de su emisión en TNT a nivel mundial fuera de Estados Unidos y China.
La serie, un reinicio de la continuidad de la película, sigue a los pasajeros del Snowpiercer, un tren gigantesco y en constante movimiento que da vueltas alrededor de la tierra llevando los restos de la humanidad siete años después de que el mundo se convierta en un páramo helado. La serie cuestiona la guerra de clases, la injusticia social y la política de supervivencia. Daveed Diggs y Jennifer Connelly protagonizan junto a Mickey Sumner, Annalise Basso, Sasha Frolova, Alison Wright, Benjamin Haigh, Roberto Urbina, Katie McGuinness, Susan Park, Lena Hall, Sheila Vand, Sam Otto, Iddo Goldberg y Jaylin Fletcher. Rowan Blanchard, Steven Ogg y Sean Bean se unieron al elenco principal en la segunda temporada.
Mientras estuvo en desarrollo en TNT durante más de tres años, la serie enfrentó numerosos problemas de producción y retrasos derivados de diferencias creativas entre los productores de la serie y el canal. La serie se mantuvo en infierno del desarrollo hasta mayo de 2019, cuando se anunció que la serie se emitiría en TBS, el canal hermano de TNT, para un lanzamiento en 2020, y que ya se había renovado para una segunda temporada. Sin embargo, en septiembre de 2019, se revocó la decisión de cambiar de canal.
Antes de los cierres de los estudios que se produjeron debido a la pandemia de COVID-19, la mayor parte de la producción de la segunda temporada se había completado. La segunda temporada se estrenó el 25 de enero de 2021. En enero de 2021, antes del estreno de la segunda temporada, la serie fue renovada para una tercera temporada.

## Sinopsis
Snowpiercer se ambienta siete años después de que el mundo se convierta en un páramo helado, y sigue a los restos de la humanidad que habitan en un tren en constante movimiento que rodea el mundo una vez al año y consta de 1001 vagones. Construido por el multimillonario Wilford, el tren está rígidamente separado por clases, con pasajeros atrapados en una lucha revolucionaria contra la jerarquía social estrictamente impuesta y la asignación desequilibrada de recursos limitados. El programa cuestiona la guerra de clases, la injusticia social y las políticas de supervivencia.

## Elenco y personajes

### Principales
- Jennifer Connelly como Melanie Cavill[5]
- Daveed Diggs como Andre Layton[6]
- Mickey Sumner como Bess Francis Till[7]
- Alison Wright como Ruth Wardell[8]
- Lena Hall como Miss Audrey[9]
- Iddo Goldberg como Bennett Knox[10]
- Susan Park como Jinju Seong[11] (temporada 1)
- Katie McGuinness como Josie Wellstead[12]
- Sam Otto como John «Oz» Osweiller
- Sheila Vand como Zarah Ferami[13]
- Roberto Urbina como Javier «Javi» De La Torre[12]
- Mike O'Malley como Sam Roche
- Annalise Basso como Lilah «LJ» Folger Jr.[14]
- Jaylin Fletcher como Miles[15]
- Steven Ogg como Pike (temporada 2, recurrente: temporada 1)[16][17]
- Rowan Blanchard como Alexandra Cavill (temporada 2, invitada: temporada 1)
- Sean Bean como Sr. Wilford (temporada 2, invitado: temporada 1)

### Recurrentes
- Aaron Glenane como el último australiano[18]
- Karin Konoval como Dra. Pelton
- Aleks Paunovic como Bojan «Boki» Boscovic[19]
- Happy Anderson como el Dr. Henry Klimpt[20]
- Timothy V. Murphy como Nolan Grey[20] (temporada 1)
- Kerry O'Malley como Lilah Folger[21] (temporada 1)
- Vincent Gale como Robert Folger (temporada 1)
- Jonathan Lloyd Walker como Big John[20] (temporada 1)
- Brent Stait como Jakes Carter (temporada 1)
- Shaun Toub como Terence[22]
- Fiona Vroom como Mary-Elizabeth Gillies[18]
- Tom Lipinski como Kevin McMahon (temporada 2)[23]
- Damian Young como Sr. Headwood (temporada 2)[24]
- Sakina Jaffrey como Sra. Headwood (temporada 2)[24]
- Chelsea Harris como Sykes[25] (temporada 2)
- Andre Tricoteux como Icy Bob (temporada 2)
- Georgina Haig como Emilia (temporada 2)

### Invitados
- Kwasi Thomas como Z-Wreck
- Miranda Edwards como Lights[26]
- Emma Oliver como Winnipeg «Winnie»
- Manoj Sood como Rajiv Sharma[27]
- Ian Collins como Tristan
- Renée Victor como Mama Grandé
- Michel Issa Rubio como Santiago[28] (temporada 1)
- Kurt Ostlund como Strong Boy
- Tom Kirk como Clay (temporada 1)
- Stephen Lobo como Martin Colvin
- Yee Jee Tso como York Lam
- Dylan Schmid como Patterson (temporada 1)
- William Stanford Davis como Sr. Riggs (temporada 1)
- Madeleine Arthur como Nicolette «Nikki» Genêt (temporada 1)
- Ellie Harvie como la notaria
- Amanda Brugel como Eugenia
- Sarah Strange como Suzanne (temporada 1)
- Gary Hetherington como Walter Flemming (temporada 1)
- Jane McGregor como Astrid
- Matt Murray como Erik Sotto (temporada 1)
- Mark Margolis como Viejo Ivan (temporada 1)[29]

## Episodios

### Resumen
| Temporada | Temporada | Episodios | Episodios | Emisión original    | Emisión original    |
| Temporada | Temporada | Episodios | Episodios | Primera emisión     | Última emisión      |
| --------- | --------- | --------- | --------- | ------------------- | ------------------- |
|           | 1         | 10        | 10        | 17 de mayo de 2020  | 12 de julio de 2020 |
|           | 2         | 10        | 10        | 25 de enero de 2021 | 29 de marzo de 2021 |
|           | 3         | 10        | 10        | 24 de enero de 2022 | 29 de marzo de 2022 |

### Temporada 1 (2020)
| N.º en serie | N.º en temp. | Título                                                     | Dirigido por        | Guion por                                                                      | Fecha de emisión original | Audiencia (millones) |
| --- | ------------ | ---------------------------------------------------------- | ------------------- | ------------------------------------------------------------------------------ | ------------------------- | -------------------- |
| 1 | 1            | «First, The Weather Changed» «Primero, cambió el clima»    | James Hawes         | Graeme Manson Historia de televisión por: Josh Friedman y Graeme Manson        | 17 de mayo de 2020        | 1,94                 |
| Siete años después del fin del mundo, los pasajeros de la Cola en el Snowpiercer planean una revuelta debido al deterioro constante de las condiciones, mientras que Andre Layton es llamado por Melanie Cavill, la voz del tren, para ayudar a resolver un asesinato debido a la antigua profesión de Layton como detective de homicidios. Layton, mientras intenta negociar mejores condiciones para sus amigos, se reúne con su exesposa, quien es una de los sospechosos. Después de que el viejo Iván se suicida, las Escorias se rebelan, pero Layton los controla y acepta ayudar a resolver el asesinato mientras planea secretamente infiltrarse en la parte delantera del tren para planificar mejor la próxima rebelión. Al final del día, Melanie se hace cargo de conducir el tren y se revela que, de hecho, es el misterioso Sr. Wilford que creó Snowpiercer en primer lugar. |              |                                                            |                     |                                                                                |                           |                      |
| 2 | 2            | «Prepare to Brace» «Nos preparamos para lo peor»           | Sam Miller          | Donald Joh                                                                     | 24 de mayo de 2020        | 1,16                 |
| Los líderes de la rebelión son puestos en estasis mientras el brazo de una madre es congelado como castigo por las acciones de las Escorias; Nikki es sacada de la estasis, pero inexplicablemente tiene problemas para despertarse. Con la ayuda de Till, Layton comienza a investigar el asesinato, descubriendo que los carniceros del tren han estado canibalizando a los muertos y sirviéndolos como comida para los pasajeros. Al mismo tiempo, el tren pasa a través de un conjunto áspero de vías montañosas, lo que resulta en una avalancha masiva golpeándolo; aunque el Snowpiercer resiste, las ventanas del vagón del tren que contiene las últimas vacas en la Tierra y los carniceros se rompen, congelando a los ocupantes. El daño y la pérdida de las vacas crean problemas graves, incluida la necesidad de reducir la velocidad en un 12% por ciento, lo que resulta en apagones y un racionamiento de suministros. Aunque Till sugiere incriminar el asesinato a los carniceros muertos, Layton está convencido de que el asesinato y el canibalismo son dos crímenes separados y decide continuar investigando. Layton continúa planeando su rebelión y se da cuenta de que la víctima fue un informante del Sr. Wilford; el personal del tren está preocupado por lo que reveló bajo tortura en lugar del delito en sí. |              |                                                            |                     |                                                                                |                           |                      |
| 3 | 3            | «Access Is Power» «El acceso es poder»                     | Sam Miller          | Lizzie Mickery                                                                 | 31 de mayo de 2020        | 1,22                 |
| A medida que crece el malestar, Melanie organiza una noche de lucha para desahogarse con la promesa de mejorar al ganador a segunda clase; la pelea finalmente se convierte en un alboroto y tiene que separarse. Layton se entera de que la víctima, Sean, estaba investigando la droga Kronole del mercado negro que ha estado presente en la cola por algún tiempo; Layton descubre que la droga es una variante callejera de la droga utilizada para mantener a las personas en estasis suministradas por el médico del tren que es parte del mercado negro. Con la ayuda de Zarah, Layton organiza una reunión con Terrence, el jefe del mercado negro, quien le proporciona una descripción de un pasajero de primera clase que estaba con Sean justo antes del asesinato. Layton luego visita y besa a Josie, pasándole un implante que le otorga acceso a otras partes del tren. Nikki, todavía en recuperación y catatónica, es visitada por un hombre mata a otros dos y coincide con la descripción del asesino y se da cuenta de que no lo recuerda, pero afirma que sabe quién es. |              |                                                            |                     |                                                                                |                           |                      |
| 4 | 4            | «Without Their Maker» «Sin su creador»                     | Frederick E.O. Toye | Hiram Martinez                                                                 | 7 de junio de 2020        | 1,19                 |
| Nikki es asesinada por el asesino que acecha el tren; que con la frontera cerrada debido a los disturbios, está atrapado en tercera clase. Layton comienza a alistar a la tercera clase en su revolución mientras el asesino es identificado como Erik, el guardaespaldas de la familia Folger. Aunque Layton teme que la primera clase proteja a Erik de la justicia, Melanie, quien se revela que también proviene de humildes comienzos, lo insta a buscar justicia para las víctimas mientras ella ayuda a despejar el camino para él. Mientras Layton investiga la conexión de Erik con la familia Folger, se da cuenta de que LJ Folger es la verdadera mente maestra y Erik simplemente ha estado siguiendo sus órdenes; después de una persecución, Erik es asesinado por los guardafrenos mientras LJ es arrestada por sus crímenes a pesar de ofrecer ayuda para la revolución de Layton a cambio de su silencio. Al mismo tiempo, Josie usa el implante que Layton le dio para escabullirse hacia adelante y ponerse en contacto con Astrid, una Escoria que se mudó hace años, para pedir ayuda con su revolución. A lo largo de estos eventos, Layton deduce la verdadera identidad de Melanie como el Sr. Wilford y, como resultado, ella lo droga y hace que Layton sea puesto en estasis en secreto con órdenes de que no se lo dañe. |              |                                                            |                     |                                                                                |                           |                      |
| 5 | 5            | «Justice Never Boarded» «La justicia no subió a bordo»     | Frederick E.O. Toye | Chinaka Hodge                                                                  | 14 de junio de 2020       | 1,18                 |
| Till y Jinju se casan y Till es trasladada a segunda clase; en los Cajones, Layton tiene pesadillas sobre detener a los caníbales en la cola. Cuando el Snowpiercer atraviesa los restos congelados de la selva amazónica, comienza el tribunal de LJ; Audrey solicita con éxito a Melanie que haga que el jurado tenga un representante de cada clase en lugar de solo Primera y Segunda. La familia Folger trama un motín contra el Sr. Wilford, pero un pasajero leal de primera clase advierte a Melanie. En el tribunal, LJ se pinta a sí misma como una víctima de Erik y revela que ella aprendió de la segunda víctima que hay secretos con respecto a los Cajones de estasis que se revela que incluyen una lista de algún tipo. Después del testimonio de LJ, los Folger implican consecuencias si LJ es condenada. Aunque el jurado encuentra por unanimidad a LJ culpable, el «Sr. Wilford» interviene inmediatamente a través de un mensaje de tubo neumático para conmutar su sentencia; LJ le promete a Melanie que, dado que el Sr. Wilford intervino para ayudarla, ella guardará los secretos que aprendió de Sean. Al mismo tiempo, Josie solicita la ayuda de Terrence para buscar a Layton; Terrence abandona a Josie después de robar drogas del médico, pero Josie localiza a Layton mientras hace el inquietante descubrimiento de mujeres y niños que reconoce en los Cajones. Till y Oz encuentran a Josie, pero Till ayuda a Josie y Layton a escapar a Zarah en busca de ayuda; cuando Till regresa por Oz, ella lo encuentra desaparecido. |              |                                                            |                     |                                                                                |                           |                      |
| 6 | 6            | «Trouble Comes Sideways» «En vías de destrucción»          | Helen Shaver        | Aubrey Nealon & Tina de la Torre                                               | 21 de junio de 2020       | 0,96                 |
| Josie lleva a Layton en recuperación al Dra. Pelton; ella revela que hay una lista negra para los Cajones, personas que ella cree que son enemigas del estado y objetivos de encarcelamiento, una lista que contiene a Layton, Josie y la doctora. Un cortocircuito daña la hidráulica del Snowpiercer y pone al tren en peligro de descarrilar en un puente del cañón; Melanie logra solucionar el problema justo a tiempo, salvando al tren de la destrucción. Durante estos eventos, Layton se enfrenta a Melanie con la intención de matarla, pero ella revela que los Cajones no son una prisión, sino un bote salvavidas para cuatrocientas personas especialmente seleccionadas en caso de que el orden se rompa y el estancamiento sea la única posibilidad de que la raza humana sobreviva; Layton se ve obligado a dejar ir a Melanie para que pueda salvar el tren y termina teniendo sexo con Josie, a quien le revela la verdad sobre Melanie. Oz chantajea a Till para que le dé vía libre para abusar de los pasajeros, pero su experiencia cercana a la muerte hace que se niegue a seguir sus demandas; después de la muerte de Suzanne, la Cola instala un proyector para ver el mundo exterior. Melanie se interesa por la habilidad de desarrollo de Miles como ingeniero y afirma que el Sr. Wilford necesita un favor de su parte. |              |                                                            |                     |                                                                                |                           |                      |
| 7 | 7            | «The Universe is Indifferent» «El universo es indiferente» | Helen Shaver        | Donald Joh                                                                     | 28 de junio de 2020       | 1,20                 |
| Melanie promueve a Miles para que sea ingeniero para reemplazar al hombre asesinado deteniendo el descarrilamiento; cuando Josie hace contacto con él, Miles promete hacer su parte en la próxima rebelión. Los Folger y el Comandante Grey reclutan a Ruth en su propia revolución; aunque Ruth intenta advertir a Melanie, Melanie la rechaza, haciendo que Ruth cambie de opinión. Melanie se embarca en una brutal campaña para encontrar a Layton, amenazando a Zarah para que revele que Josie ayudó a Layton a escapar. Melanie tortura brutalmente a Josie para obtener información antes de escapar de sus esposas con la ayuda de Till; durante la pelea que sigue, Josie muere congelada cuando el aire exterior llena la habitación mientras Melanie escapa y se muestra que está en conflicto con sus acciones despiadadas. Layton revela la verdad sobre Melanie a los líderes de Tercera en los que Audrey confía, aunque Terrence se niega a ayudar a Layton o Melanie. Después de enterarse de Till sobre la muerte de Josie, Layton se acerca a LJ en busca de ayuda, ofreciéndole contarle el secreto más sucio del tren. |              |                                                            |                     |                                                                                |                           |                      |
| 8 | 8            | «These Are His Revolutions» «Estas son sus revoluciones»   | Everardo Gout       | Tina de la Torre Historia de televisión por: Hiram Martinez & Tina de la Torre | 5 de julio de 2020        | 1,14                 |
| Miles le muestra a LJ la verdad sobre Melanie; después de que LJ informa a sus padres, Ruth se vuelve en contra de Melanie y la encarcela para que espere su ejecución. Miles y Bennett se ven obligados a encerrarse en la locomotora, mientras que Melanie le confiesa a Ruth que abandonó al verdadero Sr. Wilford para morir en el embarque, creyendo que debido a su naturaleza egoísta la raza humana no sobreviviría con él a cargo. La revolución de Layton comienza cuando Till y Henry Klimpt se unen, mientras que Roche y los guardias, sacudidos por la verdad, están convencidos de retirarse sin luchar, aunque el Comandante Grey y sus fuerzas continúan oponiéndose a ellos. En la revolución, particularmente en una batalla masiva en el Vagón Nocturno, ambas partes sufren grandes pérdidas, incluidos Big John y Patterson, antes de quedar en un punto muerto. El último australiano y Klimpt comienzan a liberar a la gente de los cajones, solo para descubrir que Pike se fue después de haber sido liberado por los Folger. Pike afirma que debido a la naturaleza amable de Layton, con suficiente presión continua, su revolución finalmente se desmoronará. |              |                                                            |                     |                                                                                |                           |                      |
| 9 | 9            | «Old Ways, Old Wars» «El tren pedía sangre»                | James Hawes         | Aubrey Nealon                                                                  | 12 de julio de 2020       | 1,27                 |
| Primera comienza a ejecutar revolucionarios capturados mientras ofrece a Layton un ultimátum a través de Pike: ríndete o matarán a todos; después de enterarse de que Zarah está embarazada de su hijo, Layton acepta aceptar el trato. Con la ayuda de Jinju y Javi, Melanie escapa de la ejecución y le ofrece a Layton un plan para derrotar a los Folger y al ejército de Grey desconectando parte del tren en una vía de cambio. Con el plan que requiere la liberación de interruptores de seguridad a ambos lados, Layton se infiltra en la parte delantera del tren con la ayuda de Roche y luego escapa de la custodia de Grey con la ayuda de los revolucionarios rescatados de los cajones. Sin embargo, Layton descubre que desconectar el tren sacrificará a las personas que habían sido capturadas; sin tiempo para rescatarlas, Layton desactiva la seguridad, permitiendo que Bennett y Miles desconecten siete vagones, enviando a los Folger, aparte de LJ, Grey y su ejército, y los prisioneros a la muerte. Melanie revela que sabía que Layton tendría que dejar a los prisioneros, afirmando que esas decisiones difíciles son con lo que tienen que vivir en cada segundo de su existencia. |              |                                                            |                     |                                                                                |                           |                      |
| 10 | 10           | «994 Cars Long» «994 vagones»                              | James Hawes         | Graeme Manson                                                                  | 12 de julio de 2020       | 1,18                 |
| A raíz de la revolución, Melanie entrega oficialmente el control del Snowpiercer a Layton, que planea establecer un gobierno democrático. Las Escorias se vuelven locos disfrutando de su nueva libertad, mientras que Pike se hace cargo del compartimento de los Folger para una fiesta interminable y desaloja a la huérfana LJ que se acerca a Oz. Cuando el Snowpiercer se acerca a Chicago, la Locomotora capta una señal misteriosa que sugiere posibles sobrevivientes; la señal proviene de Big Alice, un tren de suministros que funciona con un prototipo del Snowpiercer. Big Alice se aferra al Snowpiercer y comienza a tomar el control, mientras se revela que Bennett desaceleró el tren a propósito para obtener acceso a todo lo que se encuentra a bordo de Big Alice. Melanie se dirige afuera para cortar la conexión, pero es arrojada del tren cuando Big Alice lo detiene en medio de Chicago. Una mujer joven emerge de Big Alice en nombre del Sr. Wilford para exigir la rendición del Snowpiercer; para sorpresa de todos, se identifica como Alexandra Cavill, la hija creída muerta de Melanie. |              |                                                            |                     |                                                                                |                           |                      |

### Temporada 2 (2021)
| N.º en serie | N.º en temp. | Título                                                              | Dirigido por      | Guion por                         | Fecha de emisión original | Audiencia (millones) |
| --- | ------------ | ------------------------------------------------------------------- | ----------------- | --------------------------------- | ------------------------- | -------------------- |
| 11 | 1            | «The Time of Two Engines» «Historia de dos máquinas»                | Christoph Schrewe | Graeme Manson                     | 25 de enero de 2021       | 1,09                 |
| Melanie consigue cortar el enlace de Wilford con los sistemas del Snowpiercer y descubre que está nevando fuera a pesar de que la temperatura es demasiado fría para ello. El Snowpiercer, ahora demasiado bajo de energía para moverse por sí mismo de nuevo, se ve obligado a entregar una lista de suministros a Wilford antes de que ponga en marcha los trenes de nuevo y Layton trabaja para mantener el orden a bordo declarando a regañadientes la ley marcial mientras Melanie es capturada y se reúne con Wilford y Alexandra; Wilford exige que Melanie entregue el Snowpiercer pero ella se niega a cooperar. Layton lidera una invasión a Big Alice que es repelida, pero consiguen capturar a un rehén, Kevin, que afirma que Wilford puede reiniciar todo aunque todos los demás mueran en el proceso. Wilford decide desconectarse de Snowpiercer y dejar que los pasajeros mueran, y Alex accede tras un momento de duda. Sin embargo, Melanie había colocado una bomba en el mecanismo de conexión, destruyéndolo y uniendo permanentemente al Snowpiercer y Big Alice para admiración de Alex; Wilford se ve obligado a poner en marcha los trenes de nuevo. |              |                                                                     |                   |                                   |                           |                      |
| 12 | 2            | «Smolder to Life» «El latido de la vida»                            | Christoph Schrewe | Aubrey Nealon                     | 1 de febrero de 2021      | 0,97                 |
| Layton y Roche se enteran por Kevin de que solo hay un centenar de personas en Big Alice y que hay escasez de alimentos; Wilford cambia más tarde a Melanie por Kevin, pero este le obliga a suicidarse por revelar secretos. Lights es atacada y se le amputan dos dedos, lo que lleva a Layton a ascender a Till a detective para que investigue; Till acaba dándose cuenta de que los dedos de Lights han sido amputados para coincidir con el saludo de tres dedos de Wilford. Melanie revela que cree que el CW-7, el compuesto que congeló la Tierra, se está disolviendo en la atmósfera, lo que hace que el planeta comience a calentarse de nuevo; Snowpiercer lanza una sonda a la atmósfera superior que confirma esta teoría. Layton y Melanie celebran una cumbre científica en Primera Clase con Wilford en la que este hace que Alex realice un intento de asesinato abortado contra Layton. Melanie propone un plan que Wilford acepta para aprovechar el calentamiento planetario y encontrar un lugar lo suficientemente cálido para recolonizar, pero la misión requiere que pase un mes en una estación de investigación sola, lo que decepciona a Alex. Mientras ayuda en la clínica de la Tercera Clase, Zarah descubre que Josie sigue viva, aunque en un estado gravemente congelado y catalogada como desconocida. Después de contemplar la posibilidad de matar a Josie para proteger su segunda oportunidad, Zarah informa a Layton, que corre al lado de Josie cuando esta recupera la conciencia.                                                                            |              |                                                                     |                   |                                   |                           |                      |
| 13 | 3            | «A Great Odyssey» «Una gran odisea»                                 | David Frazee      | Zak Schwartz                      | 8 de febrero de 2021      | 0,87                 |
| Layton sugiere un intercambio de alimentos por suministros para reparar el Snowpiercer y forja una alianza con Bennett para mantener el tren a salvo en ausencia de Melanie; esta también le sugiere que sea honesto con Ruth y que confíe en ella, con quien hace algunas paces. Till y Roche siguen investigando el atentado contra Lights y llegan a la conclusión de que los responsables son los Reparadores, leales a Wilford; Audrey muestra signos de resquebrajamiento y un posible descenso al alcoholismo. Josie, aunque amargada por su estado y por la pérdida de Escorias en el plan de Melanie para ganar la revolución, reconoce que el hijo de Layton y el plan de Melanie representan la esperanza y el futuro y acepta apoyar a Layton. Pike se encuentra con que su comercio ilícito entre los trenes ha sido clausurado; Layton accede a permitirle reabrirlo bajo la su supervisión. Para llegar a la estación de investigación, Snowpiercer y Big Alice se ven obligados a cruzar un peligroso tramo de vía en el que Snowpiercer desconecta la energía de Primera y Segunda Clase y Big Alice utiliza un turbocompresor; tras un momento de duda sobre si dar la vuelta o no, Alex opta por utilizar el propulsor bajo la presión de Wilford, que quiere deshacerse de Melanie. Mientras se preparan para la partida de Melanie, ella y Alex estrechan lazos, lo que lleva a una despedida con lágrimas; Melanie asegura a su hija que ella es mejor que las manipulaciones de Wilford y que Alex tiene gente en Snowpiercer en la que puede confiar y apoyarse si así lo decide. |              |                                                                     |                   |                                   |                           |                      |
| 14 | 4            | «A Single Trade» «Una sola transacción»                             | David Frazee      | Kiersten Van Horne                | 15 de febrero de 2021     | 0,92                 |
| Wilford se ofrece a tratar a los pacientes con congelación del Snowpiercer, por lo que Layton invita a Wilford y a su equipo a una noche de fiesta en su tren; sin embargo, la congelación de Josie resulta ser lo suficientemente grave como para requerir un tratamiento más dedicado en el Big Alice. Till se muestra luchando con las pérdidas que ha sufrido el tren y ataca a Bojan Boscovic a pesar de su insistencia en que es inocente en el ataque a Lights. Se revela que Audrey, antigua amante de Wilford, mantiene con él una relación sadomasoquista en la que ella es la parte dominante. Layton sigue resistiéndose a confiar en Ruth, por lo que Zarah se une a Hospitalidad para contribuir y tratar de unirlos. Durante la fiesta, Alex y LJ estrechan lazos, al igual que el último australiano y la amiga de Alex, Emilia, que se revela como también australiana. Snowpiercer lanza el primero de sus globos meteorológicos y, tras un momento de tensión, Melanie establece contacto, demostrando que ha sobrevivido a su viaje a la estación de investigación. |              |                                                                     |                   |                                   |                           |                      |
| 15 | 5            | «Keep Hope Alive» «Mantener viva la esperanza»                      | Leslie Hope       | Tiffany Ezuma                     | 22 de febrero de 2021     | 0,88                 |
| Mientras los trenes se preparan para dar la vuelta, Melanie no consigue establecer contacto con el último globo meteorológico, lo que hace temer que haya perecido; el equipo decide mantenerlo en secreto para mantener la esperanza. Wilford invita a la Srta. Audrey a pasar un tiempo con él en Big Alice y, aparentemente sin éxito, intenta que Snowpiercer pueda espiar las comunicaciones de Wilford. Todavía recuperándose bajo el cuidado de los Headwood, Josie consigue enviar mensajes a Layton a través de la red de comercio ilícito de Pike; aunque Icy Bob la descubre, se mantiene callado y le advierte que no confíe en los Headwood y que tenga cuidado. Till sigue luchando y se desahoga discutiendo con el pastor Logan, quien sugiere que el reinado de Layton se está desmoronando y que necesitan un nuevo líder; después de que Terence amenace la seguridad de Josie, Layton hace que un renuente Pike lo asesine. Por Josie, Layton se entera de que Wilford está planeando algo con los Reparadores justo antes de que todos, excepto Bojan, sean asesinados por figuras disfrazadas. Wilford ofrece a Audrey y a Ruth unirse a él en Big Alice mientras se sella la frontera, lo que Audrey acepta pero Ruth no. |              |                                                                     |                   |                                   |                           |                      |
| 16 | 6            | «Many Miles From Snowpiercer» «A muchos kilómetros del Snowpiercer» | Leslie Hope       | Donald Joh                        | 1 de marzo de 2021        | 0,91                 |
| En analepses, Melanie y Wilford discuten sobre a qué personas salvar a medida que el Congelamiento empeora; después de que Wilford haga que sus hombres maten a personas inocentes que intentan subir al tren, Melanie decide a regañadientes robar el Snowpiercer y dejar atrás a Wilford. En el presente, Melanie llega a la estación de investigación, pero la mayor parte de sus provisiones desaparecen en una avalancha. Sola, Melanie experimenta alucinaciones de Wilford, Layton y Alex mientras descubre los cadáveres de tres científicos que habían recurrido al canibalismo para sobrevivir y de unas ratas que consiguieron sobrevivir siete años gracias a la apertura de un respiradero geotérmico. Después de que la caída de una antena casi hace que Melanie pierda sus datos, no consigue contactar con el tren que se retrasa. Cuando Melanie vuelve a las vías, Snowpiercer y Big Alice se acercan, con fuego saliendo de las ruedas de Big Alice y Alex gritando por ayuda mientras las alarmas suenan de fondo, sugiriendo que algo ha ido terriblemente mal; incapaz de volver a subir al tren, Melanie se queda sola al lado de las vías. |              |                                                                     |                   |                                   |                           |                      |
| 17 | 7            | «Our Answer for Everything» «Nuestra respuesta para todo»           | Rebecca Rodriguez | Tina de la Torre                  | 8 de marzo de 2021        | 0,83                 |
| 18 | 8            | «The Eternal Engineer» «El ingeniero eterno»                        | Rebecca Rodriguez | Renée St. Cyr                     | 15 de marzo de 2021       | 0,89                 |
| 19 | 9            | «The Show Must Go On» «La función debe continuar»                   | Clare Kilner      | Zak Schwartz & Kiersten Van Horne | 29 de marzo de 2021       | 0,87                 |
| 20 | 10           | «Into the White» «En el blanco»                                     | Clare Kilner      | raeme Manson & Aubrey Nealon      | 29 de marzo de 2021       | 0,82                 |

## Producción

### Desarrollo
En noviembre de 2015, Tomorrow Studios de Marty Adelstein optaron por los derechos para desarrollar una serie de televisión basada en la película de 2013 Snowpiercer, que fue adaptada de la novela gráfica francesa de 1982 Le Transperceneige de Jacques Lob, Benjamin Legrand y Jean-Marc Rochette. El director de la película, Bong Joon-ho, se unió como productor ejecutivo junto a Adelstein y Josh Friedman, y este último programado para escribir el piloto. Un año más tarde, en noviembre de 2016, el proyecto recibió de TNT la orden del piloto junto con los guiones con Friedman para servir como showrunner. En mayo de 2017, se anunció que Scott Derrickson dirigiría el piloto escrito por Friedman. El piloto fue elegido para una serie en enero de 2018. Más tarde ese mes, TNT retiró a Friedman del proyecto debido a «diferencias creativas» con el canal. Graeme Manson fue nombrado para reemplazar a Friedman como showrunner el mes siguiente. Ese junio, Derrickson se negó a regresar para realizar nuevas tomas en el piloto debido a disputas creativas con Manson, explicando a través de Twitter:

«El guion piloto de televisión de 72 páginas de Snowpiercer de [Josh Friedman] es el mejor que he leído. El piloto largometraje que hice con ese guion puede ser mi mejor trabajo. El nuevo showrunner tiene una visión radicalmente diferente para el programa. Estoy renunciando a mi opción de dirigir las refilmaciones extremas».

Menos de dos semanas después, James Hawes se unió a la serie en julio como coproductor ejecutivo y director para supervisar las refilmaciones para el piloto. Según Manson, casi nada del metraje original del piloto se usó fuera de una escena de efectos especiales, y este cambio fue la causa principal de la demora de un año en el estreno del programa. Más tarde ese mes, Netflix obtuvo los derechos de distribución internacional para emitir la serie fuera de los Estados Unidos y China. En mayo de 2019, se anunció que la serie se emitiría en TBS en lugar de TNT para un lanzamiento en 2020, y que el canal ya había ordenado una segunda temporada. Ese mes, también se anunció que Huanxi Media Group había firmado para emitir las dos primeras temporadas exclusivamente en China. Manson regresó como showrunner para la segunda temporada. En septiembre de 2019, la decisión de cambiar de canal se revirtió, y la serie volvió para emitirse en TNT. El 19 de enero de 2021, antes del estreno de la segunda temporada, TNT renovó la serie para una tercera temporada.

### Casting
En mayo de 2017, Daveed Diggs fue elegido como Layton Well. Al mes siguiente, Jennifer Connelly y Mickey Sumner obtuvieron los papeles principales de Melanie Cavill y Bess Till, respectivamente. El casting continuó durante todo el mes de junio con Annalise Basso como LJ Anderson, Sasha Frolova como Pixi Aariak, Alison Wright como Lilah Anderson, Benjamin Haigh como Fergus McConnell, Roberto Urbina como Avi y Katie McGuinness como Josie McConnell. Ese agosto, se anunció que Susan Park se había unido al elenco principal como Jinju. En septiembre, Lena Hall fue elegida como Sayori. El pedido de la serie en enero de 2018 también reveló que Sheila Vand y Sergio Borrero habían sido elegidos en papeles no revelados como principales de la serie. Se informó que Vand interpretaría a Zarah, mientras que Borrero a John «Oz» Osweiler. En agosto de 2018, Iddo Goldberg y Jaylin Fletcher fueron agregados como principales en los papeles de Bennett y Miles, respectivamente.
Durante el mes de agosto de 2018 también se anunciaron varios papeles recurrentes, incluidos Steven Ogg como Pike, Timothy V. Murphy como Comandante Grey, Happy Anderson como Klimpt, Jonathan Lloyd Walker como Big John y Aleks Paunovic como Bojan Boscovic. En el mes siguiente, Shaun Toub y Kerry O'Malley fueron agregados al elenco recurrente como Terence y Lilah Folger, respectivamente. En octubre, Aaron Glenane fue elegido como «El último australiano» junto a Fiona Vroom como Miss Gillies, ambos en funciones recurrentes. En marzo de 2019, Rowan Blanchard fue elegida como Alexandra para un papel invitado con la opción de convertirse en una principal si la serie se renovara para una segunda temporada. La promoción de Blanchard al elenco principal para la segunda temporada se confirmó con la renovación de la serie en mayo. En junio, Ogg también fue promovido al estado principal para la segunda temporada. En octubre, Chelsea Harris fue anunciada en el papel recurrente de Sykes. Más tarde ese mes, también se anunció que Sean Bean sería un principal para la segunda temporada. En noviembre, Tom Lipinski fue agregado al elenco recurrente de la segunda temporada como Kevin. En diciembre, Sakina Jaffrey y Damian Young se unieron al elenco recurrente de la segunda temporada como Sra. y Sr. Headwood, respectivamente.

### Filmación
En enero de 2017, se informó que la filmación de la serie estaba programada para comenzar a mediados de marzo de ese año. Para el 25 de septiembre, el director del episodio piloto Scott Derrickson indicó que la producción de la serie había comenzado oficialmente. Las nuevas tomas para el piloto, supervisadas por el nuevo director James Hawes, comenzaron el 20 de agosto de 2018 en Vancouver, Columbia Británica y concluyeron el 24 de enero de 2019. La fotografía principal para la segunda temporada comenzó el 21 de octubre de 2019 en Langley, Columbia Británica y originalmente se esperaba que terminara el 20 de marzo de 2020. El 12 de marzo de 2020, la producción se cerró debido a la pandemia de COVID-19. Lena Hall, quien interpreta a la Srta. Audrey, confirmó en julio de 2020 que se estaban filmando los dos últimos episodios de la segunda temporada.

## Lanzamiento

### Emisión
La serie debutó en Estados Unidos en TNT el 17 de mayo de 2020, mientras que Netflix emite la serie al día siguiente de su emisión en TNT a nivel mundial fuera de Estados Unidos y China. Huanxi Media Group está programada para emitir exclusivamente las dos primeras temporadas en China.
Originalmente, la serie se había planeado para estrenarse el 31 de mayo de 2020, pero se adelantó hasta el 17 de mayo de 2020 a principios de abril. Brett Weitz, gerente general de TNT, dijo que el estreno adelantado estaba relacionado con la pandemia de COVID-19 para llevar la serie a los espectadores más pronto. El 8 de octubre de 2020, en la New York Comic Con, TNT anunció que la segunda temporada se estrenaría el 25 de enero de 2021.

### Mercadotecnia
Los miembros del elenco Connelly, Diggs, Wright, Sumner, Hall y Ogg asistieron a la Convención Internacional de Cómics de San Diego de 2019 junto con los productores ejecutivos Manson, Adelstein y Clements para promocionar la serie y debutar su primer tráiler oficial. Como parte de la promoción de la serie, en el evento se pusieron a disposición barras de proteínas de insectos que imitaban a las de la película.

## Recepción

### Recepción crítica
El agregador de reseñas Rotten Tomatoes recopiló 74 reseñas, identificó el 62% de ellas como positivas e informó una calificación promedio de 6,37/10. El consenso crítico del sitio dice: «Snowpiercer toma una ruta diferente con su material original, creando un ambicioso misterio de ciencia ficción con estilo de sobra, pero con poco de la mordida subversiva de la adaptación teatral de Bong Joon-ho». Metacritic asignó a la serie un puntaje promedio ponderado de 55 de 100, basado en 24 reseñas, indicando «reseñas mixtas o promedio».

### Audiencias

#### Temporada 1 (2020)
| N.º | Título                        | Fecha de emisión    | ÍA (18–49) | Audiencia (millones) | DVR (18–49) | Audiencia DVR (millones) | Total (18–49) | Audiencia total (millones) |
| --- | ----------------------------- | ------------------- | ---------- | -------------------- | ----------- | ------------------------ | ------------- | -------------------------- |
| 1   | «First, the Weather Changed»  | 17 de mayo de 2020  | 0,5        | 1,94                 | 0,3         | 1,41                     | 0,8           | 3,35                       |
| 2   | «Prepare to Brace»            | 24 de mayo de 2020  | 0,3        | 1,16                 | 0,2         | 0,87                     | 0,5           | 2,03                       |
| 3   | «Access Is Power»             | 31 de mayo de 2020  | 0,3        | 1,22                 | 0,4         | 1,42                     | 0,7           | 2,65                       |
| 4   | «Without Their Maker»         | 7 de junio de 2020  | 0,3        | 1,19                 | 0,3         | 1,33                     | 0,6           | 2,52                       |
| 5   | «Justice Never Boarded»       | 14 de junio de 2020 | 0,3        | 1,18                 | 0,3         | 1,17                     | 0,6           | 2,36                       |
| 6   | «Trouble Comes Sideways»      | 21 de junio de 2020 | 0,3        | 0,96                 | 0,2         | 1,20                     | 0,5           | 2,16                       |
| 7   | «The Universe is Indifferent» | 28 de junio de 2020 | 0,3        | 1,20                 | 0,3         | 1,25                     | 0,6           | 2,45                       |
| 8   | «These Are His Revolutions»   | 5 de julio de 2020  | 0,3        | 1,14                 | 0,3         | 1,23                     | 0,6           | 2,37                       |
| 9   | «Old Ways, Old Wars»          | 12 de julio de 2020 | 0,3        | 1,27                 | 0,3         | 1,08                     | 0,6           | 2,35                       |
| 10  | «994 Cars Long»               | 12 de julio de 2020 | 0,3        | 1,18                 | 0,3         | 1,22                     | 0,6           | 2,41                       |

#### Temporada 2 (2021)
| N.º | Título                        | Fecha de emisión      | ÍA (18–49) | Audiencia (millones) | DVR (18–49) | Audiencia DVR (millones) | Total (18–49) | Audiencia total (millones) |
| --- | ----------------------------- | --------------------- | ---------- | -------------------- | ----------- | ------------------------ | ------------- | -------------------------- |
| 1   | «The Time of Two Engines»     | 25 de enero de 2021   | 0,3        | 1,09                 | —           | —                        | —             | —                          |
| 2   | «Smolder to Life»             | 1 de febrero de 2021  | 0,3        | 0,97                 | —           | —                        | —             | —                          |
| 3   | «A Great Odyssey»             | 8 de febrero de 2021  | 0,2        | 0,87                 | 0,3         | 1,01                     | 0,5           | 1,88                       |
| 4   | «A Single Trade»              | 15 de febrero de 2021 | 0,3        | 0,92                 | 0,3         | 1,02                     | 0,6           | 1,94                       |
| 5   | «Keep Hope Alive»             | 22 de febrero de 2021 | 0,3        | 0,88                 | 0,3         | 1,11                     | 0,6           | 1,98                       |
| 6   | «Many Miles From Snowpiercer» | 1 de marzo de 2021    | 0,3        | 0,91                 | 0,2         | 1,04                     | 0,5           | 1,95                       |
| 7   | «Our Answer for Everything»   | 8 de marzo de 2021    | 0,2        | 0,83                 | —           | —                        | —             | —                          |
| 8   | «The Eternal Engineer»        | 15 de marzo de 2021   | 0,2        | 0,89                 | —           | —                        | —             | —                          |
| 9   | «The Show Must Go On»         | 22 de marzo de 2021   | 0,2        | 0,87                 | —           | —                        | —             | —                          |
| 10  | «Into the White»              | 29 de marzo de 2021   | 0,2        | 0,82                 | —           | —                        | —             | —                          |

### Premios y nominaciones
| Año  | Premiación                   | Categoría                           | Nominados         | Resultado | Ref.            |
| ---- | ---------------------------- | ----------------------------------- | ----------------- | --------- | --------------- |
| 2021 | Critics' Choice Super Awards | Mejor actor en una serie de acción  | Daveed Diggs      | Ganador   | [ 114 ] [ 115 ] |
| 2021 | Critics' Choice Super Awards | Mejor actriz en una serie de acción | Jennifer Connelly | Nominada  | [ 114 ] [ 115 ] |
| 2021 | Critics' Choice Super Awards | Mejor actriz en una serie de acción | Alison Wright     | Nominada  | [ 114 ] [ 115 ] |